# Metai
 (septembre 2016).
Si vous disposez d'ouvrages ou d'articles de référence ou si vous connaissez des sites web de qualité traitant du thème abordé ici, merci de compléter l'article en donnant les références utiles à sa vérifiabilité et en les liant à la section « Notes et références ».
Metai (français : Les saisons) est un poème de Kristijonas Donelaitis écrit entre 1765 et 1775 et qui a paru en 1818 dans le journal Das Jahr à Königsberg. L'œuvre fut écrite dans le village de Tollmingkehmen, où il était pasteur dans l'église du village, et où aujourd'hui se trouve un musée dédié au poète.
Il s'agit du premier poème publié en langue lituanienne. La publication et l'édition du poème ont été mises en œuvre par Ludwig Rhesa. Une traduction allemande du poème a accompagné sa parution originale.

## Thèmes
Il y est question de serfs faisant preuve de morale et de caractère exemplaire, comparés ou contrastés à des serfs immoraux, au caractère non exemplaire.

## Forme et style
Le poème est écrit en alexandrins (hexamètre iambique), ce qui reste très inhabituel en poésie lituanienne.
Il expose beaucoup de thèmes romantiques, notamment par la présence abondante de nature, mais aussi par le fait qu'il se concentre sur une existence rurale et proche de la nature, délaissant l'urbanisme. Toutefois, malgré le caractère peu développé de ses personnages, il est possible de noter que, dans leurs tâches, il est sujet des descriptions d'un certain réalisme[pas clair].[réf. nécessaire]